# The Revenge of Tarzan
The Revenge of Tarzan er en amerikansk stumfilm fra 1920 af Harry Revier og George M. Merrick.

## Medvirkende
- Gene Pollar som Tarzan
- Karla Schramm som Jane
- Estelle Taylor
- Armand Cortes som Nikolas Rokoff
- Franklin B. Coates som Paul D'Arnot
- George Romain
- Walter Miller
- Louis Stern som Polawitch
- Betty Turner som Marie